# Старий вар'ят
Старий вар'ят (англ. Old Bugs) — оповідання американського письменника-фантаста Говарда Лавкрафта, написане, ймовірно, незадовго до липня 1919 р. і вперше опубліковане у 1959 в збірці "The Shuttered Room and Other Pieces" (з англ. Зачинена кімната та інші твори).

## Сюжет
З настанням сухого закону більярдний зал "Шіхен" у Чикаго перетворився на брудний притулок для любителів випити. Такий собі Старий вар'ят, зрілий чоловік, роз'їдений пороками, але здатний іноді виявляти типову для освічених людей чутливість, працює прибиральником на кухні. Коли молодий Альфред Тревер, якого його друг Піт Шульц наштовхнув на шлях пияцтва, приходить до бару Шигана, Старий Багз намагається переконати юнака не повторювати його помилки.

## Навіяння
Твір був написаний після того, як друг Лавкрафта Альфред Ґалпін запропонував йому спробувати алкоголь всупереч сухому законону. У відповідь Лавкрафт, непитущий, написав казку про стариганя, відомого як Старий вар'ят, який виявляється самим Ґалпіном, що опустився на дно через "згубну звичку, що бере свій початок від першої чарки, випитої багато років тому в лісовій глушині". Внизу рукопису Лавкрафт написав: "Тепер ти будеш хорошим?" Жінка, чиї заручини були зірвані через його пияцтво, Елеонора Вінґ, була однокурсницею Ґалпіна в шкільному прес-клубі.